# Ernie Wise
Ernest Wiseman, plus connu sous son nom de scène Ernie Wise, né le 27 novembre 1925 à Leeds au Royaume-Uni et mort le 21 mars 1999 à Wexham dans le même pays, est un humoriste britannique. Il forme avec Eric Morecambe le duo comique Morecambe and Wise, actif de 1941 jusqu'à la mort de Morecambe en 1984.
Il est l'une des covedettes de la série télévisée The Morecambe & Wise Show, diffusée sur la chaîne BBC One puis Thames.
En 1947, il encontre Doreen Blythe, une danseuse, et ils se sont mariés en 1953, avec Morecambe comme son garçon d’honneur, seulement six semaines après la noce de celui-ci.